# Hôpital général de Montréal
Ne doit pas être confondu avec Ancien hôpital général de Montréal, Hôpital général juif ou Couvent des Sœurs Grises.
L'Hôpital général de Montréal (en anglais : Montreal General Hospital) est un hôpital bilingue de Montréal fondé en 1819. 
Aujourd'hui situé au 1650, avenue Cedar dans l'arrondissement de Ville-Marie, il fait partie du Centre universitaire de santé McGill (CUSM) qui regroupe six centres hospitaliers montréalais. 

## Historique
Le General Hospital a été fondé en 1819. Montréal avait alors deux hôpitaux :
- l'hôtel-Dieu de Montréal et
- l'ancien hôpital général de Montréal des Sœurs grises.

Les besoins grandissants d'une population en pleine expansion amenèrent des organisations caritatives, dont la Female Benevolent Society of Montreal et la Society for the Relief of Immigrants, à demander de l'aide pour la création d'un nouvel hôpital. Des mécènes répondront à l'appel.
Le 1er mai 1819, une maison de la rue Craig, avec 24 lits, sera utilisée temporairement.
On emménage, trois ans plus tard, dans un nouvel édifice construit sur le boulevard Dorchester (aujourd'hui boulevard René-Lévesque) comptant 72 lits sur deux étages. L'établissement (démoli) occupait le quadrilatère délimité par le boulevard Dorchester et les rues De La Gauchetière, de Bullion et Saint-Dominique. Aujourd'hui le même emplacement est occupé par un centre de soins de longue durée (CHSLD).
En 1924, l'hôpital a fusionné avec le Western General Hospital (les ailes D et E de l'ancien Hôpital  de Montréal pour enfants [Montreal Children's Hospital] aujourd'hui déménagé au Centre universitaire de santé McGill [CUSM] sur le site Glen) au coin de l'avenue Atwater et de la rue Tupper.
Le 30 mai 1955, le General Hospital déménage de nouveau près du mont Royal, à l'intersection de l'avenue Cedar (une rue au nord de l'avenue des Pins) et du chemin de la Côte-des-Neiges. La pierre angulaire est dévoilée en présence de la princesse Mary (fille du roi George V) en octobre 1955. L'hôpital sera agrandi par la suite.

## Images

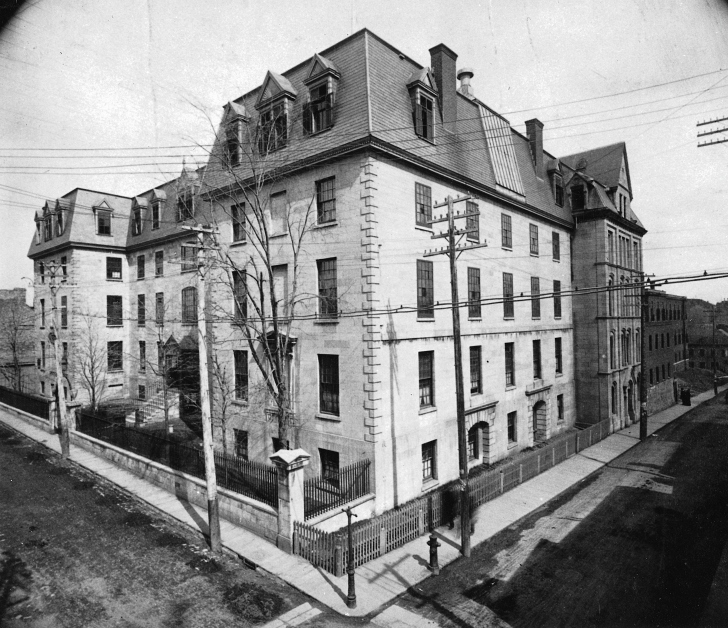
Le General Hospital en 1890
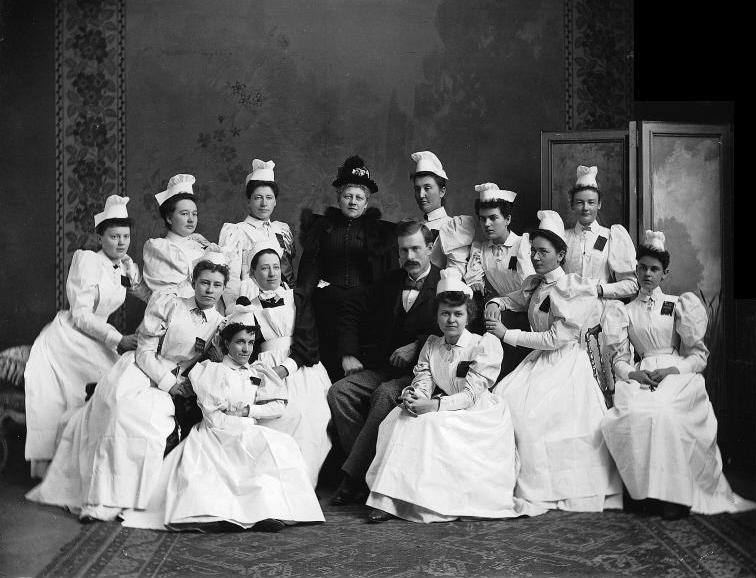
Infirmières de l'Hôpital général de Montréal, 1894
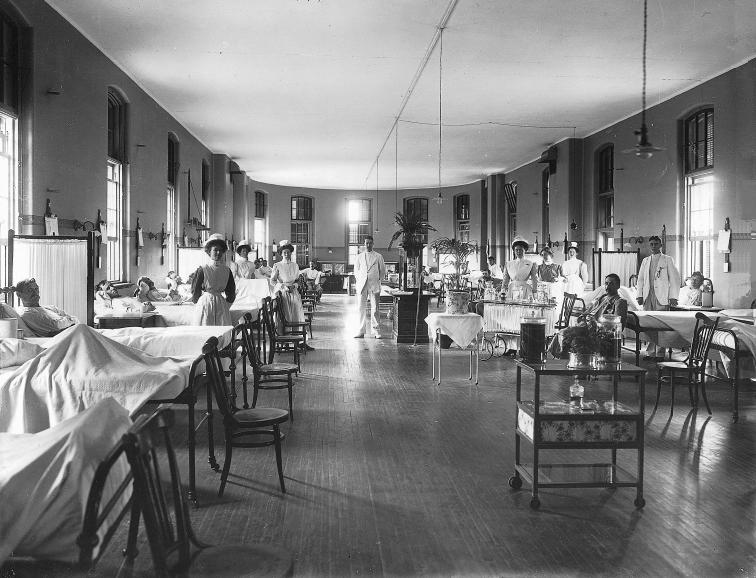
Salle commune "L", Hôpital général de Montréal, 1910
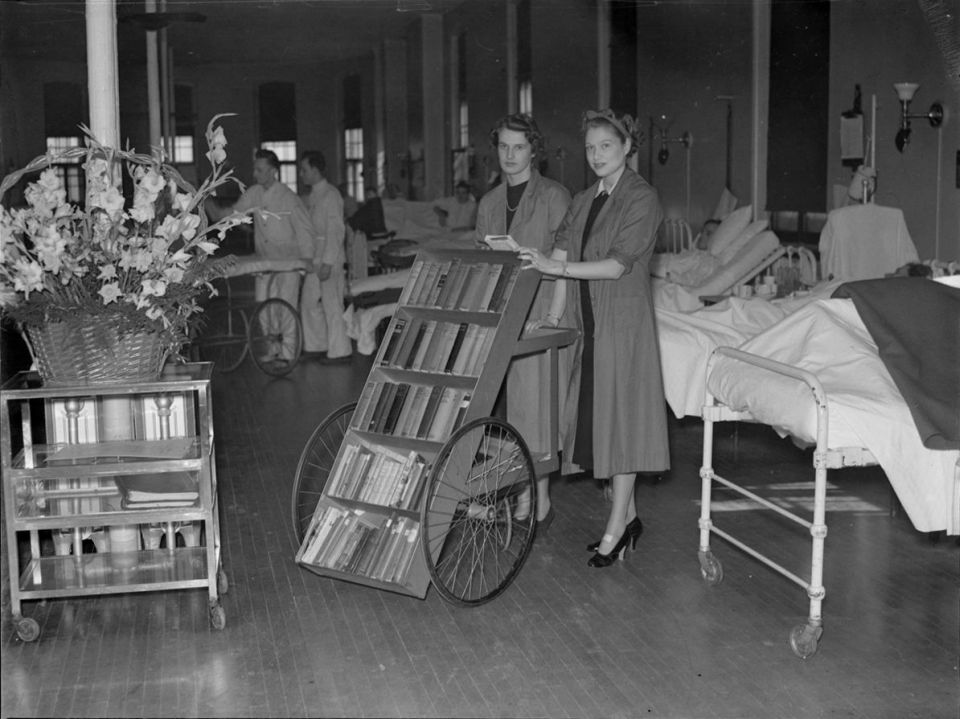
Service de prêt de livres ambulant, 1938